# NGC 142
NGC 142 (ook wel PGC 1901, ESO 473-21, MCG -4-2-14, AM 0028-225 of IRAS00286-2253) is een balkspiraalstelsel in het sterrenbeeld Walvis.
NGC 142 werd in 1886 ontdekt door de Amerikaanse astronoom Frank Muller.